# Château de La Caze (Peyrusse)
Pour les articles homonymes, voir Caze.
Le château de la Caze est un château fortifié de style renaissance rustique, situé sur la commune de Peyrusse-le-Roc, dans l'Aveyron, à environ 2 kilomètres au sud-ouest du bourg.

## Description
Logis rectangulaire de trois étages sur un entresol, flanqué de deux tours rondes, l'une à demi engagée au milieu de la façade principale, l'autre plus haute et couverte en dôme dans l'angle Ouest. L'ensemble est couronné de machicoulis au même niveau pour la tour avant. Au XVIIIe siècle, les fenêtres ont été repercées et une aile basse d'un étage sur entresol et de quatre travées a été accolée. Combles à forte pente couverts en lauzes.
On entre dans le château par un perron de neuf marches qui donne accès à un portail ouvert dans la tour ronde de façade.

## Historique

### Château de Peyrusse
- 762 un château aurait été assiégé par Pépin d'Aquitaine.
- 1095	Première mention du site de Peyrusse le Roc.
- XIIe siècle :	Peyrusse est sous l'autorité de l'abbaye de Figeac et des comtes de Toulouse.
- 1229	Première mention d'un château et d'un village fortifié.
- 1270 la châtellenie passe sous le contrôle du roi de France. Peyrusse devient alors le chef-lieu d'une circonscription administrative et un second château est construit pour le bailli royal.

### Château de La Caze
La construction du château de Lacaze aurait été entreprise vers 1420 par Jacques de Peyrusse. Le château restera dans la famille jusqu'au XVIIIe siècle. 
Le château a été incendié par les Huguenots à la fin du XVIe siècle et reconstruit.

#### Famille de Peyrusse
- Jacques Ier de Peyrusse, seigneur de Peyrusse-le-Roc, fait construire le château de La Caze, il a eu trois enfants, dont :
- Jacques II de Peyrusse, seigneur de Peyrusse-le-Roc, s'est marié vers 1410 avec Galienne d'Albin, fille de Bégon, seigneur du lieu, et de Gauzide de Monestiès. On leur connaît deux filles et un fils, dont :
- Antoine de Peyrusse, fut capitaine gouverneur de Carlat à la suite de son beau-frère Jean de Sales;
- Bégon de Peyrusse, seigneur du « repaire de Las Caze », succède à Antoine comme gouverneur de Carlat. On lui connaît deux enfants, dont :
- Antoine de Peyrusse, fut échanson du roi Louis XII par brevet du 15 juillet 1498. Marié à Marie de Nogaret, fille d'Amans, il meurt après avoir testé le 11 juin 1534 en laissant deux enfants, dont :
- Jacques III de Peyrusse, seigneur de La Caze, reconstruit le château dévasté par les calvinistes.

(…)
- En 1698, Jean de Peyrusse était seigneur de La Caze. De son mariage vers 1665 avec Gabrielle de Lavayssière, il laisse deux enfants dont :
- Jean de Peyrusse, marié en 1669 à Madeleine Dintilhac, a une fille Marguerire qui hérite de La Caze :

#### Famille de Turenne d'Aynac
- Marguerite de Peyrusse, épouse le 4 août 1720 à Villefranche Barthélémy de Turenne (1681-1750), fils cadet de Jean de Turenne, seigneur d'Aubepeyre, de Saint-Yrieix et de Salles-Courbatiès, et de Catherine de Felzins, qui n'eut pas d'enfant et qui institua le 24 novembre 1645 sa sœur Catherine de Turenne d'Aubepeyre, célibataire résidant en son château du Bousquet, légataire universelle du château de La Caze. Elle avait fait en 1741 une première " donation à trois filles, affiliées à l'Ordre des sœurs de l'Unions, pour fonder à Peyrusse un couvent qui devient prospère et reçut de divers côtés des dons suffisants pour lui permettre de donner l'instruction presque gratuitement aux jeunes filles de la paroisse et recruter quelques vocations religieuses destinées à continuer leur œuvre".

Selon Hippolyte de Barrau, cette famille s'est fondue au milieu du XVIIIe siècle avec la propriété de La Caze dans celle de Turenne d'Aubepeyre dont un rameau s'est établi à Najac et à Villefranche. Une demoiselle de Turenne, dernière du nom, a donné tous ses biens à M. Ricard, de Villefranche-de-Rouergue.

#### Famille Ricard et Delpech de Frayssinet
- Jean-Baptiste Ricard, juge de paix du canton de Montbazens, propriétaire du château de La Caze, a été anobli sous le nom de « Ricard de Lacaze » par lettres patentes de Charles X datées du 22 février 1817. On lui connaît une fille Zélia Ricard de Lacaze mariée à Charles Delpech-Delperié (1792-1864), ancien garde du corps du Comte d'Artois. Certains de leurs enfants léguèrent en 1873 la moitié du château de Lacaze à leur cousine germaine  Delphine Delpech-Delperié (Toulouse 1843-Peyrusse-le-Roc 1919), dernière fille d'Edouard Delpech, doyen de la faculté de droit de Toulouse, et d'Henriette Darrassus (d'Arrassus), qui possédait ainsi la totalité du château.

#### Famille d'Armagnac de Castanet
- Delphine Delpech-Delperié était mariée depuis 1866 à Jean d'Armagnac de Castanet (1842-1904), fils de Casimir d'Armagnac de Castanet, secrétaire de préfecture de Scipion de Chazelles-Lunac, démissionnaire en 1830, puis gentilhomme de la Chambre de Charles X (1788 – 1855), président du comité royaliste du Lot, et de Françoise Hélyot. La famille s'installa à La Caze où Delphine perdit en 1873 son dernier enfant nouveau-né, Jacques d'Armagnac de Castanet, et où elle séjourna jusqu'à la fin de ses jours, après que s'y soient mariés ses enfants et nés ses petits-enfants.
- Pierre d'Armagnac de Castanet (Barry-d'Islemade - Tarn-et-Garonne, 1876-Peyrusse-le-Roc 1934), se maria en 1894 à Drulhe (Aveyron) avec Marie-Thérèse Joulia de La Salle, fille de Georges et de Félicie de Calmès qui lui donna sept enfants, presque tous nés à La Caze :
  - Jeanne d'Armagnac de Castanet (1896-1973)
  - Marie-Emma d'Armagnac de Castanet (1899-1986)
  - Georges d'Armagnac de Castanet (1903-1979), vicomte de Castanet;
  - Marie-Madeleine d'Armagnac de Castanet (1906-1988)
  - Jean d'Armagnac de Castanet (1912-1945), mort pour la France
  - Christian d'Armagnac de Castanet (1915-2000), père jésuite

## Protection
Le château est inscrit au titre des monuments historiques en 2018.

## Visites
Ce château privé ne se visite pas.